# Kaczyno
Kaczyno (kaszb. Kaczëno) – mała osada śródleśna w Polsce położona w województwie pomorskim, w powiecie słupskim, w gminie Kępice. Osada wchodzi w skład sołectwa Mzdowo.
W latach 1975–1998 miejscowość należała administracyjnie do województwa słupskiego.